# Holger Löwenadler
Holger Carl Minton Löwenadler (ur. 1 kwietnia 1904 w Jönköping, zm. 18 czerwca 1977 w Sztokholmie) – szwedzki aktor filmowy.

## Wybrana filmografia
- Z narażeniem życia (Med livet som insats, 1940)
- Den blomstertid ... (1940)
- Droga do nieba (Himlaspelet, 1942)
- Kungajakt (1944)
- Resan bort (1945)
- Iris i serce porucznika (Iris och löjtnantshjärta, 1946)
- Okręt do Indii (Skepp till Indialand, 1947)
- Rozwódka (Frånskild, 1951)
- Barabasz (Barabbas, 1953)
- Sängkammartjuven (1959)
- Sędzia (Domaren, 1960)
- Lacombe Lucien (1974)